# Racisme anti-asiatique en France
Pour des articles plus généraux, voir Racisme anti-asiatique et Racisme en France.
En France, le racisme anti-asiatique est une série de représentations sociales et d’essentialisations négatives ou positives à l'encontre de personnes perçues comme asiatiques,,, accompagnée de violences verbales et physiques.

## Histoire

### Première Guerre mondiale
Afin d'apporter son soutien lors de la Première Guerre mondiale, la Chine a envoyé plus de 40 000 ouvriers afin de soutenir l'effort de guerre. Ils ont été enrôlés par l'armée britannique dans la Somme pour des travaux difficiles, surnommés péjorativement "coolies" en référence à leur comportement jugé obéissant et docile. Exploités dans des conditions médiocres, beaucoup sont morts et n'ont jamais pu rentrer dans leurs pays. 842 d’entre eux reposent dans le cimetière chinois de Nolette, situé sur la commune française de Noyelles-sur-Mer.

## Représentations
(mars 2025).
Motif : liste d'opinions sans articulation entre elles
Gregory B. Lee de l’Institut d'études transtextuelles et transculturelles, dans une intervention à un congrès à Valence, au Centre du patrimoine arménien, en 2013, relève une profonde ignorance de l’Asie et un imaginaire social construit à partir de quelques images biaisées et stéréotypées (confusion entre les différents pays asiatiques, « mangeurs de chiens et de chats » et « envahisseurs » concernant les Chinois, confusion entre "Indien" et "Hindou" pour les Indiens, Sri-lankais, Bangladais et Pakistanais, etc.).
Mai Lam Nguyen-Conan, déclare en janvier 2017 que le racisme anti-asiatique « est finalement assez proche de l’antisémitisme. L’idée qu’ils sont «partout», alors que leur logique est finalement celle de l’autonomie économique ».
Pour Vincent Geisser, « Les « Asiatiques », modèle d’intégration pour les uns, symbole d’un communautarisme sournois pour les autres : admirateurs et dénonciateurs de la success story asiatique en France participent d’une même configuration mythologique, où l’« Autre jaune » est représenté simultanément comme doté d’une énergie créatrice et d’une puissance malfaisante ».
D’après Daniel Tran, de l’Association des jeunes chinois de France (AJCF), interviewé par France TV Info, en janvier 2018 : « Il y a beaucoup de clichés qui circulent sur les personnes asiatiques, des clichés propres aux hommes et propres aux femmes. La femme plutôt « gentille, docile », qui doit dire « oui » à tout. L’homme, aussi ce cliché de « gentil », mais aussi qui n’est pas viril, qui est informaticien, qui fait du kung-fu, qui fait des nems, alors que les nêms ce n’est même pas chinois pour ceux qui ne le savent pas. ». Il rappelle également qu’il : « y a des clichés qui vont dire, par exemple, que les Chinois se baladent avec beaucoup d’argent sur eux. [...] C’est un racisme qui est vu comme moins grave parce qu’il est banalisé, parce qu’on ne l’a pas assez dénoncé.»

### Dans les médias et l'audio-visuel
La représentation des Asiatiques dans le monde cinématographique français est largement stéréotypée. Les personnages joués par des Asiatiques sont des figurants qui n'ont pas de prénom, pas le droit à la parole. Et quand ils apparaissent, ils incarnent alors des rôles d'étranger, restaurateur, maître d'arts martiaux.
La diffusion d'un sketch intitulé « Les chinois » le 4 décembre 2016 sur la chaine M6 et la rediffusion 16 avril 2018 sur la chaîne W9 de Gad Elmaleh et Kev Adams, amène de nombreuses réactions sur les réseaux sociaux,,. Il est critiqué notamment par les journalistes Doan Bui et Linh-Lan Dao ainsi que Dominique Sopo, président de SOS Racisme. À ces voies de presses s'ajoutent une centaine de saisines du CSA,. Face à ces critiques, le comédien s'excuse dans l'émission Touche pas à mon poste ! et déclare : « Je suis avec vous dans le combat contre le racisme ». Il explique ensuite qu'il s'agit d'un malentendu : « Ce sketch s’appuie volontairement sur des clichés, y’a aucune malice, aucune intention de blesser une communauté […] c’est presque un sketch sur les sketchs sur les Asiatiques  »,.
Les organisations anti-racistes déplorent de nombreux exemples d'allégations anti-asiatiques dans les médias comme le cas du 18 novembre 2020, était écrit dans Le Parisien : «Il ne faudrait pas que le virus venu de Chine préfigure le règne des échoppes de cuisine chinoise à emporter. Demain, nous voulons encore manger avec des fourchettes, pas seulement avec des baguettes.» La SDJ du journal s'est publiquement désolidarisée de la « formulation aux relents sinophobes ».

## Violences
Concernant les agressions, « Très peu de plaintes sont déposées, parce qu’il y a une méconnaissance du droit français, la barrière de la langue et une forme de fatalisme, analyse Mathilde Pinson. Les victimes acceptent ces agressions, en se disant que les autorités ont mieux à faire ».

### Années 2010

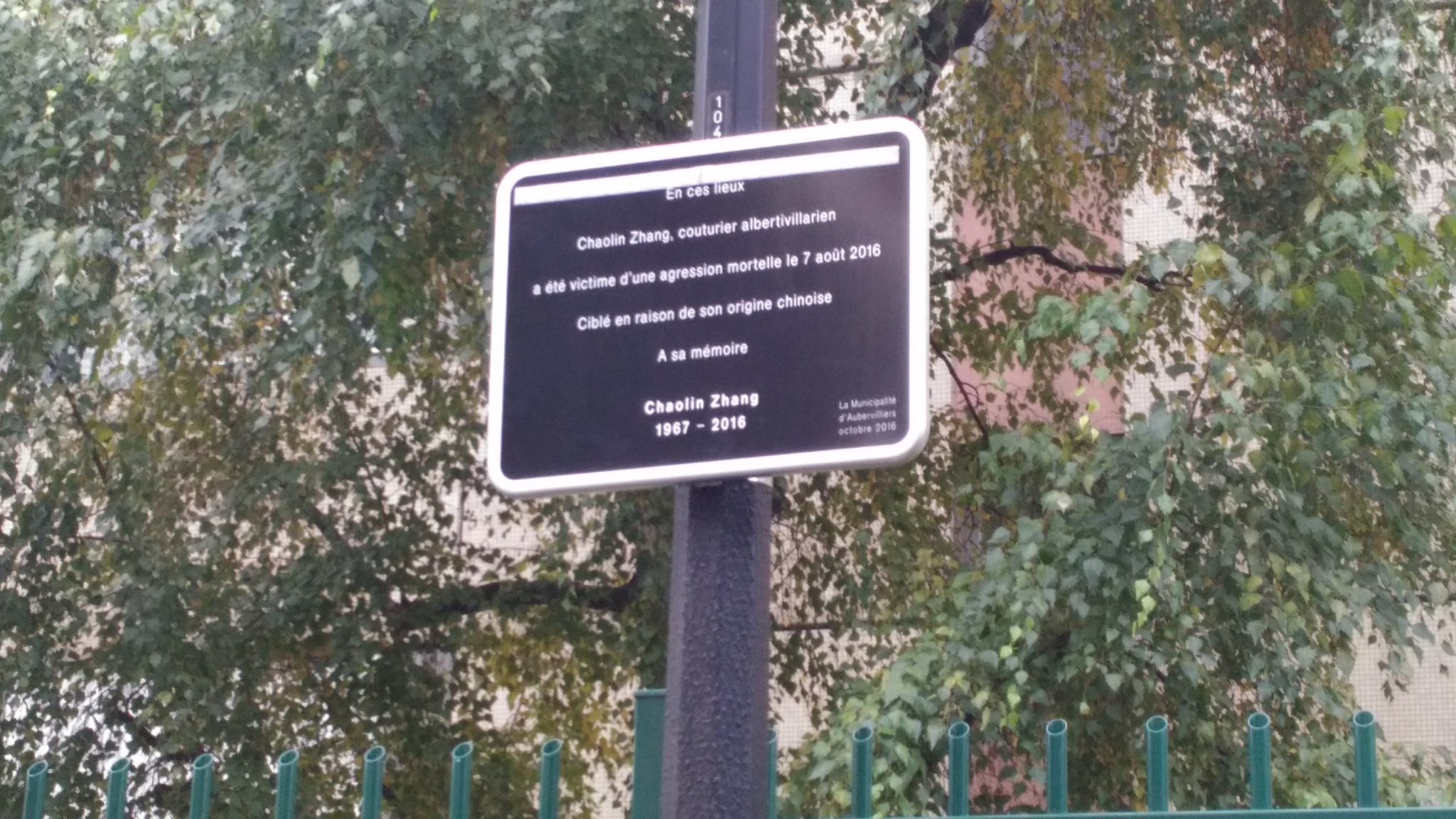
Plaque commémorative à Aubervilliers en hommage à Chaolin Zhang.

Le 20 juin 2010, victime de violences, agressions physiques et vols, la communauté asiatique de Belleville manifeste sa colère à Paris contre des bandes qui les ciblent, réunissant quelque 10 000 manifestants,.
Le 21 avril 2015 le porte-parole du Conseil représentatif des associations asiatiques de France, alerte les médias sur « la flambée de violences dont les Asiatiques sont la cible ». Selon lui les asiatiques sont particulièrement ciblés « parce qu'on dit qu'ils ont de l'argent sur eux »,,. En 2016, la communauté chinoise d'Aubervilliers est victime d'un grand nombre d'attaques. Après de nouvelles agressions une manifestation de protestation est organisée en août. De novembre 2015 à août 2016, plus de cent agressions violentes sont recensées à Aubervilliers.
Le 7 août 2016, Chaolin Zhang, un couturier albertivillarien, d'origine chinoise, de 49 ans meurt des suites d'une agression à Aubervilliers. Près de 2 000 personnes d’origine chinoise se rassemblent en août 2016 à Aubervilliers et des voix se font aussi entendre sur les réseaux sociaux avec des hashtags comme #RacismeAntiAsiatique. Ce décès provoque une vive émotion parmi les habitants d'Aubervilliers et l'indignation de sa maire, Meriem Derkaoui, qui demande, avec les maires de Stains, Saint-Denis, La Courneuve et Pantin au renforcement des effectifs de police. Pour honorer la mémoire de Chaolin Zhang, la maire d’Aubervilliers, Meriem Derkaoui, décida de lui dédier une plaque commémorative, sur les lieux du drame, est sur laquelle est mentionné : « ciblé en raison de son origine chinoise ».
Le 4 septembre 2016, le comité Sécurité pour Tous, réunissant quarante-six associations principalement asiatiques en France[source secondaire nécessaire] a organisé une manifestation pour réclamer plus de sécurité. Celle-ci a réuni plus de 13 500 à 14 000 manifestants selon la police, 100 000 selon les organisateurs, dont plusieurs élus comme le premier adjoint à la maire de Paris, le président du Conseil départemental de la Seine-Saint-Denis, ou encore la présidente du conseil régional d'Ile-de-France,,. Quinze élus locaux se définissant comme  « d'origine asiatique » et de tous bords politiques signent une tribune dénonçant un  « racisme anti-asiatique », une  « image fantasmée ».
Les agressions visant les asiatiques se sont multipliées aussi à Ivry, Vitry et le 13e arrondissement de Paris ; des condamnations historiques retenant le caractère raciste de ces agressions anti-asiatiques ont été prononcées en mai 2020 et confirmées en novembre 2020,.

### Pendant la pandémie de Covid-19
En 2020, l'apparition de l'épidémie de covid-19 s'accompagne d'un recrudescence des actes de haine raciste anti-asiatique. Les Asiatiques sont indûment désignés comme personnellement responsables de l'épidémie et sont stigmatisés publiquement comme tels. Dès février 2020, on voit circuler des vidéos sur les réseaux sociaux montrant des passagers du métro parisien qui s'en prennent à des touristes asiatiques, les contraignant à sortir du wagon à la prochaine station. Le 4 février, l'actrice Grace Ly publie sur Slate un article où elle raconte qu'en 2020 des journalistes français lui demandent encore si le racisme anti-asiatique existe réellement. Sur Twitter, le hashtag #JeNeSuisPasUnVirus recense de nombreux témoignages d'agressions verbales et physiques. En avril 2020, la sociologue d'origine chinoise de Wuhan Simeng Wang, chargée de recherche au CNRS, membre du CERMES3 et coordinatrice du réseau de recherche pluridisciplinaire MAF (Migrations de l’Asie de l’Est et du Sud-Est en France), analyse cette exacerbation des manifestations racistes dans le contexte des mutations au sein de la diaspora chinoise en France, et en quoi ces mutations modifient le rapport à l'épidémie.
Depuis le début de la seconde vague de la pandémie de Covid-19, on[Qui ?] assiste à une hausse du racisme anti-asiatique. Sans que ces agressions n'aient jamais réellement cessé, en octobre 2020, elles repartent de plus belle à l'occasion du second confinement en France. Des appels ouverts à agresser physiquement les « Chinois », en pratique les Asiatiques, circulent sur différents réseaux sociaux, que l'Association des jeunes chinois de France (ACJF) a relevé. La Ligue internationale contre le racisme et l'antisémitisme (LICRA) annonce saisir la justice. Le parquet de Paris ouvre une enquête du « chef de provocation publique à commettre une atteinte à l'intégrité physique d'une personne à caractère raciste ». Un signalement est réalisé sur la plateforme Pharos du ministère de l'Intérieur, chargée de détecter les contenus en ligne illicites. Des comptes de réseaux sociaux ayant publié les appels illicites les plus virulents sont suspendus.
S'appuyant sur des interviews et sondages et se concentrant sur la diaspora chinoise en France, une étude scientifique met en lumière les différentes formes de ce racisme pendant la pandémie du Covid-19 et le rôle que cette diaspora joue dans la construction sociale du mouvement anti-raciste.

## Antiracisme
Un Conseil représentatif des associations asiatiques de France est créé en 2011[réf. nécessaire]. L'association ASIAGORA créée en 2013 par des Français d'origine asiatique vise à lutter contre ce racisme trop souvent minoré par les médias ou les associations[réf. nécessaire]. En particulier, des voix s'élèvent pour dénoncer ce racisme dans la société de manière générale mais également dans « les milieux militants décoloniaux ».

### Politique
L'assemblée nationale, dans le cadre de sa Mission d'information sur l'« émergence et l'évolution des différentes formes de racisme et les réponses à y apporter » aborde la question du racisme anti-asiatique lors de son audition du 17 septembre 2020 avec une table-ronde réunissant Antonya Tioulong, vice-présidente du Haut conseil des Asiatiques de France et Pascal Liu, membre ; Laetitia Chhiv, présidente de l’Association des jeunes Chinois de France (AJCF) et Daniel Tran, vice-président ; Représentants de l’Union des jeunes Chinois en France (UJCF).
À la suite de l'escalade des agressions racistes en 2020, plus de 100 députés signent une tribune pour soutenir les « compatriotes d’origine asiatique »,.

### Vidéographie
- Documentaire « Je ne suis pas chinetoque - Histoire du racisme anti-asiatique » d'Émilie Tran Nguyen, Troisième Œil Productions et Mediawan, 2023, 90 min.